# All American: Homecoming
All American: Homecoming es una serie de televisión dramática estadounidense creada por Nkechi Okoro Carroll. Se estrenó en The CW el 21 de febrero de 2022.
En junio de 2023, la serie fue renovada para una tercera temporada, que se estrenó el 8 de julio de 2024. En junio de 2024, la serie fue cancelada tras tres temporadas.

## Elenco

### Principal
- Geffri Maya como Simone Hicks
- Peyton Alex Smith como Damon Sims
- Kelly Jenrette como Amara Patterson
- Cory Hardrict como Coach Marcus Turner
- Sylvester Powell como Jessie Raymond, Jr
- Camille Hyde como Thea Mays
- Mitchell Edwards como Cam Watkins
- Netta Walker como Keisha McCall
- Rhoyle Ivy King como Nathaniel Hardin (temporada 2; recurrente, temporada 1)

### Recurrente
- John Marshall Jones como Leonard Shaw
- Tamberla Perry como Keena Sims
- Leonard Roberts como Presidente Zeke Allen
- Derek Rivera como Santiago Reyes
- Robert Bailey, Jr. como Ralph Wells
- Joe Holt como Jesse
- Heather Lynn Harris como Gabrielle
- Martin Bobb-Semple como Orlando «Lando» Johnson

### Invitados
- Michael Evans Behling como Jordan Baker
- Daniel Ezra como Spencer James (temporada 2)

## Episodios

### Temporadas
| Temporada | Temporada | Episodios | Episodios | Emisión original      | Emisión original         |
| Temporada | Temporada | Episodios | Episodios | Primera emisión       | Última emisión           |
| --------- | --------- | --------- | --------- | --------------------- | ------------------------ |
|           | Intro     | Intro     | Intro     | 5 de julio de 2021    | 5 de julio de 2021       |
|           | 1         | 13        | 13        | 21 de febrero de 2022 | 23 de mayo de 2022       |
|           | 2         | 15        | 15        | 10 de octubre de 2022 | 27 de marzo de 2023      |
|           | 3         | 13        | 13        | 8 de julio de 2024    | 30 de septiembre de 2024 |

### Episodio introductorio
| N.º en serie | N.º en temp. | Título                     | Dirigido por    | Escrito por          | Fecha de emisión original | Código de prod. | Audiencia (millones) |
| ------------ | ------------ | -------------------------- | --------------- | -------------------- | ------------------------- | --------------- | -------------------- |
| 49           | 17           | «All American: Homecoming» | Michael Schultz | Nkechi Okoro Carroll | 5 de julio de 2021        | T13.22516       | 0,58                 |

### Temporada 1 (2022)
| N.º en serie | N.º en temp. | Título             | Dirigido por      | Escrito por                           | Fecha de emisión original | Código de prod. | Audiencia (millones) |
| ------------ | ------------ | ------------------ | ----------------- | ------------------------------------- | ------------------------- | --------------- | -------------------- |
| 1            | 1            | «Start Over»       | Michael Schultz   | Nkechi Okoro Carroll                  | 21 de febrero de 2022     | T13.23501       | 0.47                 |
| 2            | 2            | «Under Pressure»   | Kelli Williams    | Marqui Jackson                        | 28 de febrero de 2022     | T13.23502       | 0.40                 |
| 3            | 3            | «Love and War»     | Sheelin Choksey   | Cam'ron Moore                         | 7 de marzo de 2022        | T13.23503       | 0.41                 |
| 4            | 4            | «If Only You Knew» | Oz Scott          | Alison McKenzie                       | 14 de marzo de 2022       | T13.23504       | 0.44                 |
| 5            | 5            | «Truth Hurts»      | Michael Schultz   | Hollie Overton                        | 21 de marzo de 2022       | T13.23505       | 0.42                 |
| 6            | 6            | «Family Affair»    | Ryan Zaragoza     | Jeffrey David Thomas                  | 28 de marzo de 2022       | T13.23506       | 0.38                 |
| 7            | 7            | «Godspeed»         | David McWhirter   | Charia Rose                           | 11 de abril de 2022       | T13.23507       | 0.33                 |
| 8            | 8            | «Just A Friend»    | Dawn Wilkinson    | Megan McNamara                        | 18 de abril de 2022       | T13.23508       | 0.30                 |
| 9            | 9            | «Ordinary People»  | Christine Swanson | Cam'ron Moore y Alison McKenzie       | 25 de abril de 2022       | T13.23509       | 0.38                 |
| 10           | 10           | «Move On»          | Eric Dean Seaton  | Hollie Overton                        | 2 de mayo de 2022         | T13.23510       | 0.34                 |
| 11           | 11           | «What Now?»        | Nikhil Paniz      | Jeffrey David Thomas y Charia Rose    | 9 de mayo de 2022         | T13.23511       | 0.31                 |
| 12           | 12           | «Confessions»      | Benny Boom        | Marqui Jackson                        | 16 de mayo de 2022        | T13.23512       | 0.40                 |
| 13           | 13           | «Irreplaceable»    | Christine Swanson | Nkechi Okoro Carroll y Megan McNamara | 23 de mayo de 2022        | T13.23513       | 0.48                 |

### Temporada 2 (2022-23)
| N.º en serie | N.º en temp. | Título                   | Dirigido por                | Escrito por                            | Fecha de emisión original | Código de prod. | Audiencia (millones) |
| ------------ | ------------ | ------------------------ | --------------------------- | -------------------------------------- | ------------------------- | --------------- | -------------------- |
| 14           | 1            | «We Need a Resolution»   | Michael Schultz             | Nkechi Okoro Carroll                   | 10 de octubre de 2022     | T13.24201       | 0.35                 |
| 15           | 2            | «No Love»                | Ryan Zaragoza               | Cam'ron Moore                          | 17 de octubre de 2022     | T13.24202       | 0.27                 |
| 16           | 3            | «Me, Myself & I»         | Christine Swanson           | Alison McKenzie                        | 24 de octubre de 2022     | T13.24203       | 0.40                 |
| 17           | 4            | «We Shall Not Be Moved»  | David McWhirter             | Marqui Jackson                         | 7 de noviembre de 2022    | T13.24204       | 0.36                 |
| 18           | 5            | «No More Drama»          | Nikhil Paniz                | Lamont Magee                           | 14 de noviembre de 2022   | T13.24205       | 0.41                 |
| 19           | 6            | «Free Your Mind»         | Keesha Sharp                | Charia Rose y Megan McNamara           | 21 de noviembre de 2022   | T13.24206       | 0.33                 |
| 20           | 7            | «Integrity»              | Steve Acevedo               | Hollie Overton                         | 28 de noviembre de 2022   | T13.24207       | 0.31                 |
| 21           | 8            | «Rock the Boat»          | Christine Swanson           | Cam'ron Moore y Jeffrey David Thomas   | 23 de enero de 2023       | T13.24208       | 0.33                 |
| 22           | 9            | «Hard Place»             | Michael Schultz             | Alison McKenzie y Christopher N. Corte | 30 de enero de 2023       | T13.24209       | 0.39                 |
| 23           | 10           | «Dance with My Father»   | Leon Lozano                 | Marqui Jackson y Lamont Magee          | 6 de febrero de 2023      | T13.24210       | 0.38                 |
| 24           | 11           | «I Can Tell»             | Charissa Sanjarernsuithikul | Megan McNamara                         | 13 de febrero de 2023     | T13.24211       | 0.40                 |
| 25           | 12           | «Behind the Mask»        | Sylvain White               | Jefferey David Thomas                  | 20 de febrero de 2023     | T13.24212       | 0.44                 |
| 26           | 13           | «Lose to Win»            | Avi Youabian                | Charia Rose                            | 13 de marzo de 2023       | T13.24213       | 0.41                 |
| 27           | 14           | «Stand Up for Something» | David Ramsey                | Hollie Overton                         | 20 de marzo de 2023       | T13.24214       | 0.36                 |
| 28           | 15           | «Diary»                  | Ryan Zaragoza               | Marqui Jackson                         | 27 de marzo de 2023       | T13.24215       | 0.36                 |

### Temporada 3 (2024)
| N.º en serie | N.º en temp. | Título                    | Dirigido por                | Escrito por                  | Fecha de emisión original | Código de prod. | Audiencia (millones) |
| ------------ | ------------ | ------------------------- | --------------------------- | ---------------------------- | ------------------------- | --------------- | -------------------- |
| 29           | 1            | «Ready or Not»            | Nikhil Paniz                | Nkechi Okoro Carroll         | 8 de julio de 2024        | T13.24301       | 0.27                 |
| 30           | 2            | «Level Up»                | Nikhil Paniz                | Alison McKenzie              | 15 de julio de 2024       | T13.24302       | 0.30                 |
| 31           | 3            | «Right My Wrongs»         | Avi Youabian                | Megan McNamara               | 22 de julio de 2024       | T13.24303       | 0.32                 |
| 32           | 4            | «Control»                 | Avi Youabian                | Megan McNamara               | 29 de julio de 2024       | T13.24304       | 0.28                 |
| 33           | 5            | «Before I Let Go»         | Charissa Sanjarernsuithikul | Cam'ron Moore                | 5 de agosto de 2024       | T13.24305       | 0.30                 |
| 34           | 6            | «New Normal»              | Charissa Sanjarernsuithikul | Hollie Overton               | 12 de agosto de 2024      | T13.24306       | 0.31                 |
| 35           | 7            | «Lift Me Up»              | Eric Dean Seaton            | Alison McKenzie              | 19 de agosto de 2024      | T13.24307       | 0.26                 |
| 36           | 8            | «Have You Seen Her»       | Eric Dean Seaton            | Marqui Jackson               | 26 de agosto de 2024      | T13.24308       | 0.32                 |
| 37           | 9            | «Pain Is Inevitable»      | Jes Macallan                | Megan McNamara y Chiara Rose | 2 de septiembre de 2024   | T13.24309       | 0.21                 |
| 38           | 10           | «Un-Break My Heart»       | Jes Macallan                | Christopher N. Corte         | 9 de septiembre de 2024   | T13.24310       | 0.25                 |
| 39           | 11           | «After the Love Has Gone» | David McWhirter             | Cam'ron Moore                | 16 de septiembre de 2024  | T13.24311       | 0.26                 |
| 40           | 12           | «I Stand Alone»           | David McWhirter             | Hollie Overton               | 23 de septiembre de 2024  | T13.24312       | 0.28                 |
| 41           | 13           | «Survivor»                | Michael Schultz             | Marqui Jackson               | 30 de septiembre de 2024  | T13.24313       | 0.28                 |

## Producción

### Desarrollo
El 18 de diciembre de 2020, se anunció que The CW estaba en desarrollo de un piloto introductorio para una serie derivada del personaje de Geffri Maya Simone, Simone Hicks, en All American. El 1 de febrero de 2021, The CW ordenó la producción de un piloto titulado All American: Homecoming. El 24 de mayo de 2021, se anunció que se había ordenado la serie. El piloto introductorio salió al aire del 5 de julio de 2021 como parte de la tercera temporada de All American. La serie se estrenó el 21 de febrero de 2022. El 12 de mayo de 2022, The CW renovó la serie para una segunda temporada. La segunda temporada se estrenó el 10 de octubre de 2022. El 12 de junio de 2023, The CW renovó la serie para una tercera temporada. La tercera temporada se estrenó el 8 de julio de 2024. El 5 de junio de 2024, The CW canceló la serie tras tres temporadas.

### Casting
El 29 de marzo de 2021, se anunció a Peyton Alex Smith, Cory Hardrict, Kelly Jenrette, Sylverser Powell, Netta Walker, y Camille Hyde en papeles principales. El 16 de diciembre de 2021, Mitchell Edwards, quién interpreta a Cam Watkins en All American, se unió al elenco principal. El 28 de enero de 2022, Tamberla Perry se unió al elenco en un personaje recurrente. El 21 de junio de 2022, Rhoyle Ivy King fue promovido al elenco principal para la segunda temporada.

## Recepción

### Audiencias

#### Temporada 1
| N.º | Título             | Fecha de emisión      | ÍA (18–49) | Audiencia (millones) | DVR (18–49) | Audiencia DVR (millones) | Total (18–49) | Audiencia total (millones) |
| --- | ------------------ | --------------------- | ---------- | -------------------- | ----------- | ------------------------ | ------------- | -------------------------- |
| 1   | «Start Over»       | 21 de febrero de 2022 | 0.1        | 0.47                 | —           | —                        | —             | —                          |
| 2   | «Under Pressure»   | 28 de febrero de 2022 | 0.1        | 0.40                 | —           | —                        | —             | —                          |
| 3   | «Love and War»     | 7 de marzo de 2022    | 0.1        | 0.41                 | 0.1         | 0.29                     | 0.2           | 0.70                       |
| 4   | «If Only You Knew» | 14 de marzo de 2022   | 0.1        | 0.44                 | 0.1         | 0.25                     | 0.2           | 0.69                       |
| 5   | «Truth Hurts»      | 21 de marzo de 2022   | 0.1        | 0.42                 | 0.1         | 0.26                     | 0.2           | 0.68                       |
| 6   | «Family Affair»    | 28 de marzo de 2022   | 0.1        | 0.38                 | 0.1         | 0.27                     | 0.2           | 0.66                       |
| 7   | «Godspeed»         | 11 de abril de 2022   | 0.1        | 0.33                 | 0.1         | 0.26                     | 0.2           | 0.59                       |
| 8   | «Just A Friend»    | 18 de abril de 2022   | 0.1        | 0.30                 | 0.1         | 0.26                     | 0.2           | 0.56                       |
| 9   | «Ordinary People»  | 25 de abril de 2022   | 0.1        | 0.38                 | 0.1         | 0.28                     | 0.2           | 0.66                       |
| 10  | «Move On»          | 2 de mayo de 2022     | 0.1        | 0.34                 | —           | —                        | —             | —                          |
| 11  | «What Now?»        | 9 de mayo de 2022     | 0.1        | 0.31                 | —           | —                        | —             | —                          |
| 12  | «Confessions»      | 16 de mayo de 2022    | 0.1        | 0.40                 | —           | —                        | —             | —                          |
| 13  | «Irreplaceable»    | 23 de mayo de 2022    | 0.1        | 0.48                 | —           | —                        | —             | —                          |

#### Temporada 2
| N.º | Título                   | Fecha de emisión        | ÍA (18–49) | Audiencia (millones) | DVR (18–49) | Audiencia DVR (millones) | Total (18–49) | Audiencia total (millones) |
| --- | ------------------------ | ----------------------- | ---------- | -------------------- | ----------- | ------------------------ | ------------- | -------------------------- |
| 1   | «We Need a Resolution»   | 10 de octubre de 2022   | 0.1        | 0.35                 | 0.1         | 0.28                     | 0.2           | 0.63                       |
| 2   | «No Love»                | 17 de octubre de 2022   | 0.1        | 0.27                 | 0.1         | 0.29                     | 0.2           | 0.55                       |
| 3   | «Me, Myself & I»         | 24 de octubre de 2022   | 0.1        | 0.40                 | 0.1         | 0.22                     | 0.2           | 0.62                       |
| 4   | «We Shall Not Be Moved»  | 7 de noviembre de 2022  | 0.1        | 0.36                 | 0.1         | 0.26                     | 0.2           | 0.62                       |
| 5   | «No More Drama»          | 14 de noviembre de 2022 | 0.1        | 0.41                 | 0.1         | 0.29                     | 0.2           | 0.70                       |
| 6   | «Free Your Mind»         | 21 de noviembre de 2022 | 0.1        | 0.33                 | —           | —                        | —             | —                          |
| 7   | «Integrity»              | 28 de noviembre de 2022 | 0.1        | 0.31                 | —           | —                        | —             | —                          |
| 8   | «Rock the Boat»          | 23 de enero de 2023     | 0.1        | 0.33                 | —           | —                        | —             | —                          |
| 9   | «Hard Place»             | 30 de enero de 2023     | 0.1        | 0.39                 | —           | —                        | —             | —                          |
| 10  | «Dance with My Father»   | 6 de febrero de 2023    | 0.1        | 0.38                 | —           | —                        | —             | —                          |
| 11  | «I Can Tell»             | 13 de febrero de 2023   | 0.1        | 0.40                 | —           | —                        | —             | —                          |
| 12  | «Behind the Mask»        | 20 de febrero de 2023   | 0.1        | 0.44                 | —           | —                        | —             | —                          |
| 13  | «Lose to Win»            | 13 de marzo de 2023     | 0.1        | 0.41                 | —           | —                        | —             | —                          |
| 14  | «Stand Up for Something» | 20 de marzo de 2023     | 0.1        | 0.36                 | —           | —                        | —             | —                          |
| 15  | «Diary»                  | 27 de marzo de 2023     | 0.1        | 0.36                 | —           | —                        | —             | —                          |

#### Temporada 3
| N.º | Título                    | Fecha de emisión         | ÍA/CP (18–49) | Audiencia (millones) |
| --- | ------------------------- | ------------------------ | ------------- | -------------------- |
| 1   | «Ready or Not»            | 8 de julio de 2024       | 0.1           | 0.27                 |
| 2   | «Level Up»                | 15 de julio de 2024      | 0.1           | 0.30                 |
| 3   | «Right My Wrongs»         | 22 de julio de 2024      | 0.1           | 0.32                 |
| 4   | «Control»                 | 29 de julio de 2024      | 0.1           | 0.28                 |
| 5   | «Before I Let Go»         | 5 de agosto de 2024      | 0.1           | 0.30                 |
| 6   | «New Normal»              | 12 de agosto de 2024     | 0.0           | 0.31                 |
| 7   | «Lift Me Up»              | 19 de agosto de 2024     | 0.1           | 0.26                 |
| 8   | «Have You Seen Her»       | 26 de agosto de 2024     | 0.1           | 0.32                 |
| 9   | «Pain Is Inevitable»      | 2 de septiembre de 2024  | 0.1           | 0.21                 |
| 10  | «Un-Break My Heart»       | 9 de septiembre de 2024  | 0.0           | 0.25                 |
| 11  | «After the Love Has Gone» | 16 de septiembre de 2024 | 0.0           | 0.26                 |
| 12  | «I Stand Alone»           | 23 de septiembre de 2024 | 0.0           | 0.28                 |
| 13  | «Survivor»                | 30 de septiembre de 2024 | 0.1           | 0.28                 |